# إثميا سيبيرية
إثميا سيبيرية (الاسم العلمي: Ethmia sibirica) هي نوع من الحشرات تتبع جنس الإثميا من فصيلة الألاشستيات.